# Petrea Darienco
Petrea Darienco (în rusă Петря Степанович Дариенко; n. 16 aprilie 1923, Valehoțulove, RSS Ucraineană, URSS – d. 9 iulie 1976, Moscova, RSFS Rusă, URSS) a fost un poet, dramaturg, publicist și politician sovietic moldovean, fost ministru al culturii al RSS Moldovenești în perioada 1963-1967. 

## Biografie
Petrea Darienco s-a născut pe 16 aprilie 1923 în Valea Hoțului, Bârzula. A fost membru PCUS din 1943 și a luptat în Al Doilea Război Mondial.
După Al Doilea Război Mondial și-a început activitatea literară. În 1948 a publicat primuul său volum de poezii, intitulat Cântece ale primăverii sovietice. În 1961 a publicat și prima piesă de teatru, intitulată Când strugurii se coc.
În 1952 a absolvit Școala Superioară de Partid din Moscova. Din 1953 până în 1962, a fost redactorul-șef al ziarului Moldova Socialistă. Din 1955 a fost deputat în Sovietul Suprem al RSS Moldovenești, precum și membru al Comitetului Central al PCM. 
Din 1963 a fost ministru al culturii al RSS Moldovenești, în guvernul Alexandru Diordiță. Când autoritățile au încercat mutarea Statuii lui Ștefan cel Mare din centrul Chișinăului în locul în care azi se află cinematograful Gaudeamus, Darienco a organizat protestul studenților ce se opuneau. A fost astfel demis în 1967, după care s-a mutat la Moscova, devenind, în 1968, redactorul-șef al ziarului Cultura sovietică, cu ajutorul lui Serghei Smirnov. Din 1974 a fost prim-redactor-șef la același ziar. 

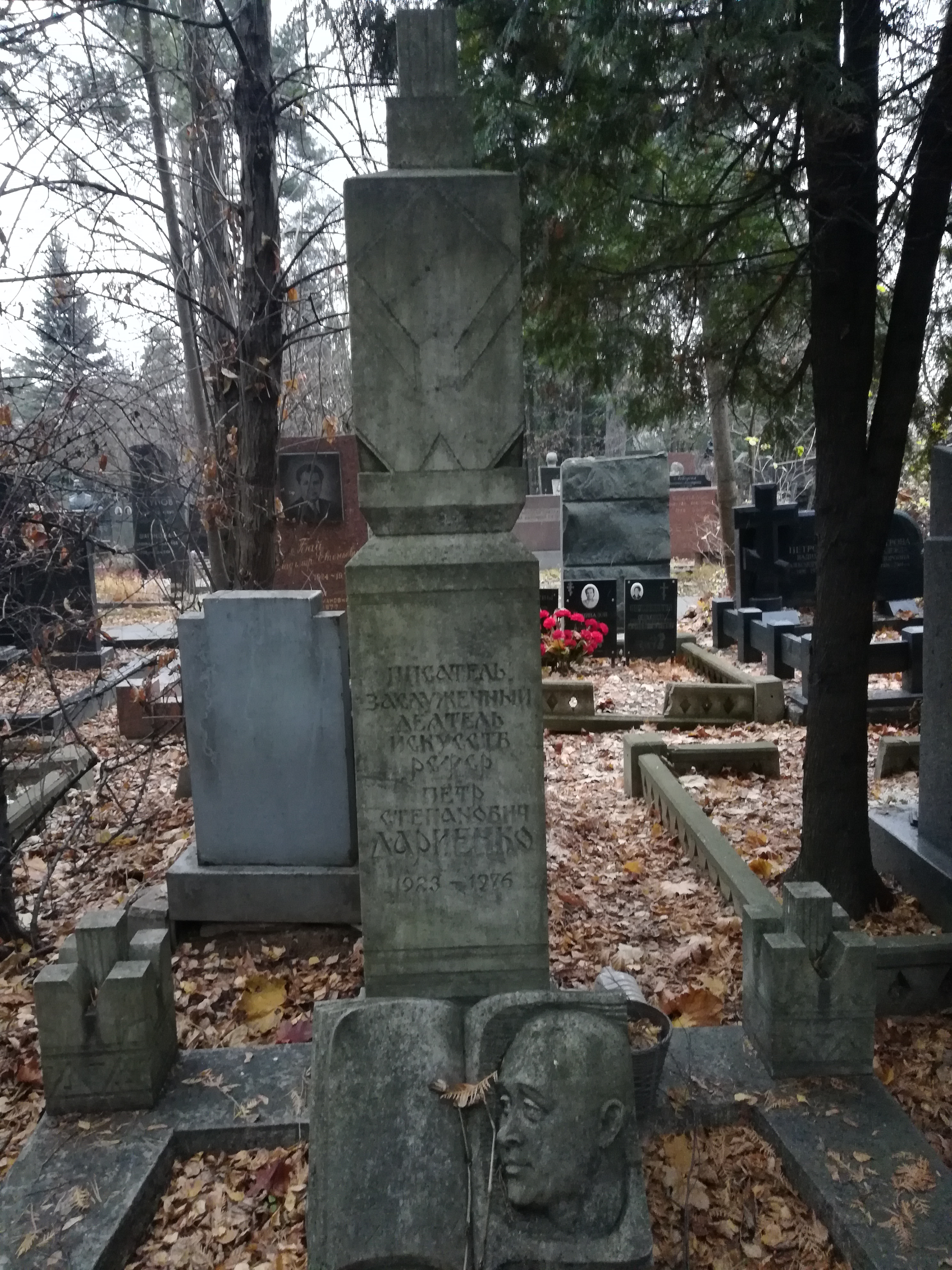
Mormântul lui Petrea Darienco

Petrea Darienco a decedat la 9 iulie 1976 la Moscova, la 53 de ani. A fost înmormântat în cimitirul Kunțevo din capitala sovietică.